# Seznam japonskih generalov
Seznam japonskih generalov.

## A
Hatazo Adachi - Korechika Anami - Sadao Araki

## D
Kenji Doihara -

## F
Yuji Fujinawa - 

## H
Kingoro Hashimoto - Shunroku Hata - Senjūrō Hayashi

## I
Kanji Ishiwara

## K
Hyotaro Kimura - Michitaro Komatsubara - Kuroki Itei - Tadamiči Kuribajaši

## M
Jinzaburō Masaki - Iwane Matsui - Jiro Minami - Renya Mutaguchi - Akira Mutō

## N
Tetsuzan Nagata - Kijiro Nambu - Maresuke Nogi -

## O
Hideyoshi Obata - 

## S
Ryūzō Sejima 1911-2007 - Gen Sugiyama - Teiichi Suzuki 1888-1989 

## T
Hideki Tojo (Todžo)

## U
Kazushige Ugaki - Yoshijirō Umezu

## W
Jōtarō Watanabe

## Y
Heisuke Ya -  